# Grand Canyon-Parashant National Monument
Het Grand Canyon-Parashant National Monument, ook Parashant National Monument, is een 4.242,42 km² groot, federaal beschermd natuurgebied in Mohave County, in het noordwesten van de Amerikaanse staat Arizona. Het monument ligt ten noorden van het westelijk deel van de North Rim van de Grand Canyon en grenst aan de grens tussen de staten Arizona en Nevada, de Lake Mead National Recreation Area en het Gold Butte National Monument in het westen en de grens tussen de staten Arizona en Utah en de Beaver Dam Wash National Conservation Area in het noorden. Het park wordt omsloten door de Virgin River in het noorden en de Colorado in het zuiden. Het gebiedt varieert in hoogte van 370 m bij de Grand Wash Bay van Lake Mead tot 2,447 m voor de top van Mount Trumbul.
Het monument kwam tot stand door presidential proclamation 7265 van president Clinton op 11 januari 2000. Het monument wordt beheerd in cobeheer door de agentschappen van het Bureau of Land Management en de National Park Service.
Het gebied is moeilijk toegankelijk. Er zijn geen verharde wegen naar of in het monument en er zijn geen diensten voor parkbezoekers. Er is wel een gezamenlijk bezoekerscentrum voor meerdere natuurgebieden in de regio, gezamenlijk uitgebaat door BLM en NPS in gebouwen van het Bureau of Land Management in St. George, Utah, buiten het gebied van het nationaal monument.
Het gebied is een veilige habitat voor de bedreigde gevlekte bosuil en de kritieke Californische condor waarvan herintroductie hier plaatsvond. In het gebied zijn vier wildernisgebieden afgebakend beschermd door de Wilderness Act en opgenomen in het National Wilderness Preservation System; Mount Trumbull Wilderness, Mount Logan Wilderness, Grant Wash Cliffs Wilderness en Paiute Wilderness.